# 樊尚·瓦蒂尔

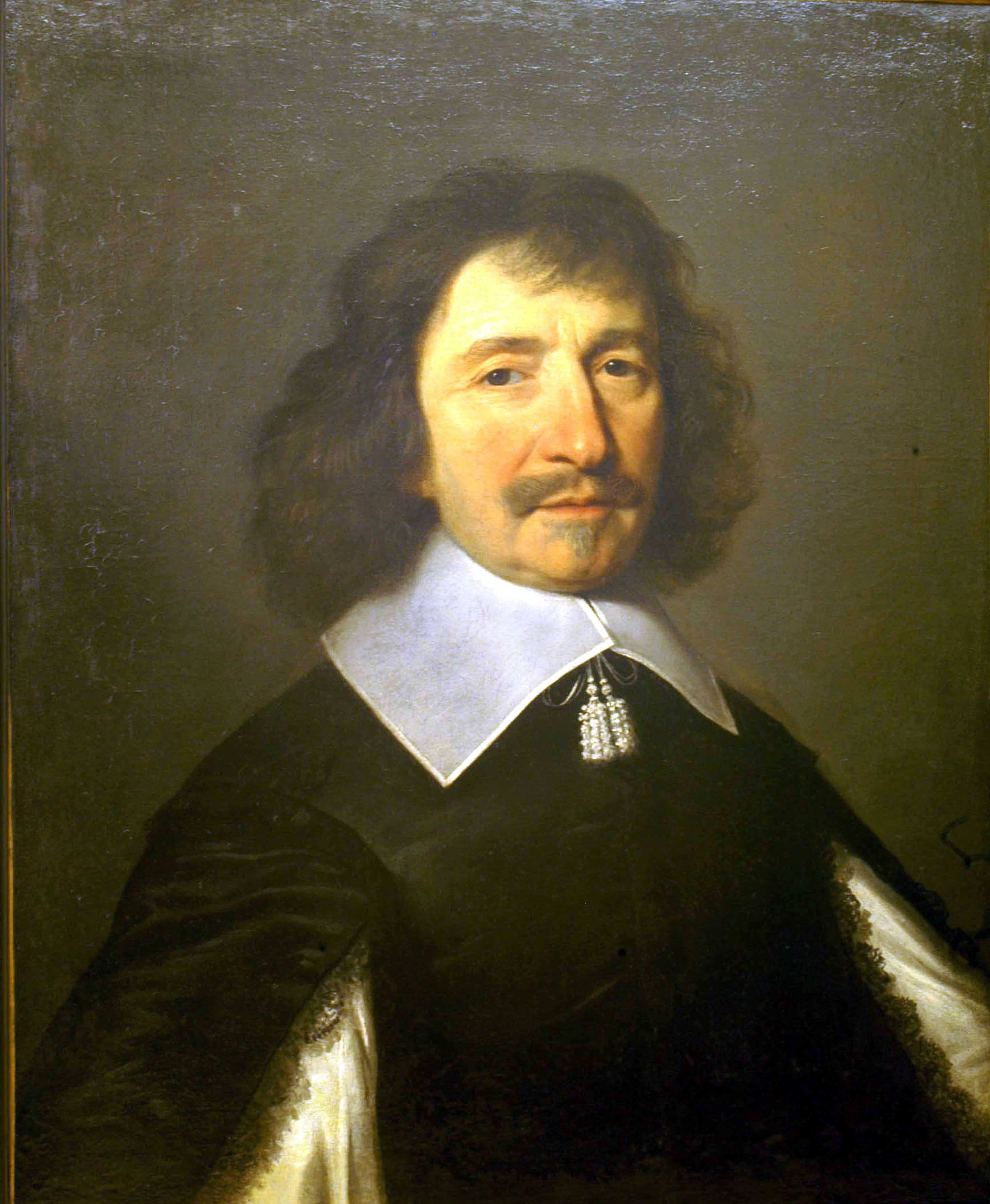
樊尚·瓦蒂尔

樊尚·瓦蒂尔（法語：Vincent Voiture，發音：[vɛ̃sɑ̃ vwatyʁ]；1597年2月24日—1648年5月26日），法国诗人、书简作家，朗布依埃夫人沙龙中的活跃人物。早年在巴黎完成学业，结识了老诗人弗朗索瓦·德·马莱伯和让-路易·盖·德·巴尔扎克，并与后者共同致力于法语的改革。在政治上，他效忠奥尔良公爵，甚至于1632年陪同他一起流放，后又作为他的代表出使西班牙。1634年回到法国，随即当选为法兰西学术院院士。瓦蒂尔的社交诗文笔轻浮而不失魅力；《书信集》（1649年）情趣盎然，引喻锖妙，颇受朋友们推崇。